# Monique Siegel
Monique Siegel (* 1. Januar 1989 in Annaberg-Buchholz) ist eine ehemalige deutsche Skilangläuferin. Sie gehörte ab 2008 dem Zoll-Ski-Team an.

## Werdegang
Siegel, die für den SC Norweger 1896 Annaberg startet, nimmt seit 2004 an Wettbewerben der Fédération Internationale de Ski teil. Seit 2006 tritt sie vorwiegend beim Alpencup an. Dabei holte sie bisher acht Siege und gewann in der Saison 2010/11 und 2012/13 die Gesamtwertung. Ihren ersten internationalen Erfolg holte sie im Februar 2007 beim Europäischen Olympischen Winter-Jugendfestival in Jaca. Dort belegte sie den siebten Rang über 5 km klassisch und gewann Bronze über 7,5 km Freistil. Seit August 2008 gehört die Zollhauptwachtmeisterin den Zoll-Ski-Team an. Bei den Nordischen Junioren-Skiweltmeisterschaften 2009 holte sie Bronze mit der Staffel. Ihr erstes Weltcuprennen lief sie Ende November 2009 in Beitostølen mit der Staffel, welches sie auf dem 17. Rang beendete. Eine Woche später erreichte sie in Kuusamo bei ihren ersten Weltcupeinzelrennen den 61. Platz über 10 km klassisch. Im Februar 2010 wurde sie deutsche Meisterin im 10-km-Verfolgungsrennen. Bei den Deutschen Skilanglauf-Meisterschaften 2012 gewann sie Silber im Skiathlon und Gold zusammen mit Denise Herrmann im Teamsprint. Im Folgejahr 2013 erreichte sie bei den Deutschen Skilanglauf-Meisterschaften Silber über 5 km Freistil und Gold im Skiathlon. Bei den Deutschen Skilanglauf-Meisterschaften 2014 gewann sie Gold über 5 km klassisch und im 10-km-Massenstartrennen. Die Tour de Ski 2015 beendete sie auf den 24. Gesamtrang. Dabei holte sie ihre ersten Weltcuppunkte. Im folgenden Jahr errang sie bei der Tour de Ski 2016 den 28. Platz. Bei den deutschen Skilanglaufmeisterschaften 2017 in Oberwiesenthal wurde sie jeweils Zweite über 30 km Freistil und zusammen mit Julia Belger im Teamsprint. Anfang März 2018 gewann sie beim Bieg Piastów den Hauptlauf über 50 km klassisch und den Lauf über 30 km Freistil.

## Siege bei Continental-Cup-Rennen
| Nr. | Datum             | Ort                     | Disziplin                      | Serie    |
| --- | ----------------- | ----------------------- | ------------------------------ | -------- |
| 1.  | 7. Februar 2010   | Campra                  | 10 km Freistil Individualstart | Alpencup |
| 2.  | 8. Januar 2011    | Oberwiesenthal          | 15 km Skiathlon                | Alpencup |
| 3.  | 18. Dezember 2011 | St. Ulrich am Pillersee | 10 km Freistil Mst.            | Alpencup |
| 4.  | 5. Februar 2012   | Campra                  | 10 km Freistil Verfolgung      | Alpencup |
| 5.  | 6. Februar 2016   | Campra                  | 10 km Freistil Individualstart | Alpencup |
| 6.  | 6. März 2016      | Arber                   | 15 km Freistil Massenstart     | Alpencup |
| 7.  | 11.–13. März 2016 | Toblach                 | Gesamtwertung Etappenrennen    | Alpencup |
| 8.  | 18. Februar 2017  | Zwiesel                 | 10 km Freistil Individualstart | Alpencup |

## Platzierungen im Weltcup

### Weltcup-Statistik
Die Tabelle zeigt die erreichten Platzierungen im Einzelnen.
- 1.–3. Platz: Anzahl der Podiumsplatzierungen
- Top 10: Anzahl der Platzierungen unter den ersten zehn
- Punkteränge: Anzahl der Platzierungen innerhalb der Punkteränge
- Starts: Anzahl gelaufener Rennen in der jeweiligen Disziplin
- Hinweis: Bei den Distanzrennen erfolgt die Einordnung gemäß FIS.

| Platzierung         | Distanzrennen a | Distanzrennen a | Distanzrennen a | Distanzrennen a | Distanzrennen a | Skiathlon Verfolgung | Sprint | Etappen- rennen b | Gesamt | Team c | Team c  |
| Platzierung         | ≤ 5 km          | ≤ 10 km         | ≤ 15 km         | ≤ 30 km         | > 30 km         | Skiathlon Verfolgung | Sprint | Etappen- rennen b | Gesamt | Sprint | Staffel |
| ------------------- | --------------- | --------------- | --------------- | --------------- | --------------- | -------------------- | ------ | ----------------- | ------ | ------ | ------- |
| 1. Platz            |                 |                 |                 |                 |                 |                      |        |                   |        |        |         |
| 2. Platz            |                 |                 |                 |                 |                 |                      |        |                   |        |        |         |
| 3. Platz            |                 |                 |                 |                 |                 |                      |        |                   |        |        |         |
| Top 10              |                 |                 |                 |                 |                 |                      |        |                   |        |        | 3       |
| Punkteränge         | 1               | 3               |                 |                 |                 | 2                    |        | 2                 | 8      |        | 4       |
| Starts              | 13              | 11              | 4               | 2               |                 | 17                   | 13     | 7                 | 67     |        | 4       |
| Stand: Karriereende |                 |                 |                 |                 |                 |                      |        |                   |        |        |         |

### Weltcup-Gesamtplatzierungen
| Saison  | Gesamt | Gesamt | Distanz | Distanz |
| Saison  | Punkte | Platz  | Punkte  | Platz   |
| ------- | ------ | ------ | ------- | ------- |
| 2014/15 | 43     | 78.    | 15      | 72.     |
| 2015/16 | 35     | 64.    | 23      | 47.     |